# Аккісі
Аккісі́ (каз. Ақкісі) — село у складі Амангельдинського району Костанайської області Казахстану. Входить до складу Амангельдинського сільського округу.
Населення — 81 особа (2021; 127 у 2009, 125 у 1999, 200 у 1989).